# 皮亚韦河畔马雷诺
皮亚韦河畔马雷诺（義大利語：Mareno di Piave），或纯音译为马雷诺迪皮亚韦，是意大利威尼托大区特雷维索省的一个市镇。总面积27平方公里，人口9492人，人口密度351.6人/平方公里（2009年）。国家统计（ISTAT）代码为026038。